# Конрад де Вільєрс (1983)
Конрад де Вільєрс (англ. Coenraad de Villiers; нар. 25 листопада 1983) — південноафриканський борець вільного та греко-римського стилів, чемпіон та срібний призер чемпіонатів Африки, чемпіон Всеафриканських ігор з вільної боротьби.

## Життєпис
Боротьбою почав займатися з 1990 року.
Виступав за борцівську академію «Генезис». Тренер — Саккі Боссе (з 2005).

## Спортивні результати на міжнародних змаганнях

### Виступи на Чемпіонатах світу
| Змагання                        | Збірна | Вагова категорія          | Місце |
| ------------------------------- | ------ | ------------------------- | ----- |
| Чемпіонат світу з боротьби 2006 | ПАР    | вільна боротьба, до 84 кг | 29    |
| Чемпіонат світу з боротьби 2007 | ПАР    | вільна боротьба, до 84 кг | 32    |

### Виступи на Чемпіонатах Африки
| Змагання                         | Збірна | Вагова категорія                 | Місце  |
| -------------------------------- | ------ | -------------------------------- | ------ |
| Чемпіонат Африки з боротьби 2005 | ПАР    | вільна боротьба, до 84 кг        | 4      |
| Чемпіонат Африки з боротьби 2005 | ПАР    | греко-римська боротьба, до 84 кг | 5      |
| Чемпіонат Африки з боротьби 2006 | ПАР    | вільна боротьба, до 84 кг        | Золото |
| Чемпіонат Африки з боротьби 2007 | ПАР    | вільна боротьба, до 84 кг        | Срібло |

### Виступи на Всеафриканських іграх
| Змагання                 | Збірна | Вагова категорія          | Місце  |
| ------------------------ | ------ | ------------------------- | ------ |
| Всеафриканські ігри 2007 | ПАР    | вільна боротьба, до 84 кг | Золото |

### Виступи на Чемпіонатах Співдружності
| Змагання                                | Збірна | Вагова категорія                 | Місце |
| --------------------------------------- | ------ | -------------------------------- | ----- |
| Чемпіонат Співдружності з боротьби 2005 | ПАР    | вільна боротьба, до 84 кг        | 5     |
| Чемпіонат Співдружності з боротьби 2005 | ПАР    | греко-римська боротьба, до 84 кг | 4     |
| Чемпіонат Співдружності з боротьби 2007 | ПАР    | вільна боротьба, до 84 кг        | 4     |